# Jason Maxiell
Jason Dior Maxiell (Chicago, Illinois, 18 de febrero de 1983) es un exjugador de baloncesto estadounidense que disputó 12 temporadas en la NBA, acabando su carrera jugando en China y en Rumanía.

## Carrera

### Universidad
Procedente del Instituto Newman Smith en Carrollton, Texas, asistió a la Universidad de Cincinnati, donde fue entrenado por Bob Huggins. Maxiell finalízó su carrera en Cincinnati como el undécimo máximo anotador de la historia de la universidad con 1.566 puntos anotados (13.º en la historia de la Conference USA) y segundo en tapones con 252 (4.º en la conferencia). Jugó 129 partidos consecutivos (77 de titular), la segunda marca más larga de los Bearcats, promediando 12.1 puntos, 7 rebotes y 1.9 tapones.
En su año sénior, fue incluido en el segundo mejor quinteto de su conferencia, liderándola en tapones (2.8 por partido) y finalizando 18.º en toda la nación. Sus 91 tapones fueron la segunda mejor marca de tapones colocados por un jugador en una temporada. En su campaña de júnior, fue también nombrado en el segundo mejor quinteto de la conferencia, liderando a los Bearcats en anotación (13.6 puntos), rebotes (6.9) y tapones (2.1) durante la temporada regular. En su primera campaña en la NCAA fue galardonado con el Mejor Sexto Hombre de la Conference USA e incluido en el mejor quinteto de freshmans.

### NBA
Maxiell fue seleccionado en el 26ª puesto del Draft de la NBA de 2005 por Detroit Pistons, promediando en su primera temporada 2.3 puntos y 1.1 rebotes en 26 partidos. En su segunda campaña con los Pistons aumentó en minutos en la cancha, además de disputar 67 partidos, 8 de ellos como titular, y promediar 5 puntos y 2.8 rebotes por encuentro en 14.1 minutos de juego. Su mejor partido lo realizó ante Milwaukee Bucks, anotando 19 puntos con 9/13 en tiros de campo, además de coger 15 rebotes, 9 de ellos ofensivos, en 36 minutos.
El 17 de diciembre de 2006, anotó su primera canasta ganadora en la NBA, ante Seattle SuperSonics.
El 18 de julio de 2013, Maxiell firmó un contrato de dos años y 5 millones con Orlando Magic. El 4 de julio de 2014, fue liberado por los Orlando Magic.
El 28 de septiembre de 2014, Maxiell firmó un contrato para jugar con los Charlotte Hornets.

## Estadísticas como profesional

### Temporada regular
| Año     | Equipo    | PJ  | PT  | MPP  | %TC  | %3P  | %TL  | RPP | APP | ROB | TPP | PPP |
| ------- | --------- | --- | --- | ---- | ---- | ---- | ---- | --- | --- | --- | --- | --- |
| 2005-06 | Detroit   | 26  | 0   | 6.1  | .426 | .000 | .333 | 1.1 | .1  | .2  | .2  | 2.3 |
| 2006-07 | Detroit   | 67  | 8   | 14.1 | .500 | .000 | .526 | 2.8 | .2  | .4  | .9  | 5.0 |
| 2007-08 | Detroit   | 82  | 7   | 21.6 | .538 | .000 | .633 | 5.3 | .6  | .3  | 1.1 | 7.9 |
| 2008-09 | Detroit   | 78  | 4   | 18.1 | .575 | .000 | .532 | 4.2 | .3  | .3  | .8  | 5.8 |
| 2009-10 | Detroit   | 76  | 29  | 20.4 | .511 | .000 | .574 | 5.3 | .5  | .5  | .5  | 6.8 |
| 2010-11 | Detroit   | 57  | 14  | 16.3 | .492 | .000 | .515 | 3.0 | .3  | .4  | .4  | 4.2 |
| 2011-12 | Detroit   | 65  | 42  | 22.6 | .478 | .000 | .547 | 5.1 | .6  | .5  | .8  | 6.5 |
| 2012-13 | Detroit   | 72  | 71  | 24.8 | .446 | .000 | .621 | 5.7 | .8  | .4  | 1.3 | 6.9 |
| 2013-14 | Orlando   | 34  | 13  | 14.4 | .448 | .000 | .484 | 2.5 | .3  | .2  | .6  | 3.2 |
| 2014-15 | Charlotte | 61  | 0   | 14.4 | .422 | .000 | .577 | 3.3 | .3  | .3  | .7  | 3.3 |
| Total   |           | 618 | 188 | 18.4 | .495 | .000 | .564 | 4.2 | .4  | .4  | .8  | 5.6 |

### Playoffs
| Año   | Equipo  | PJ | PT | MPP  | %TC  | %3P  | %TL  | RPP | APP | ROB | TPP | PPP |
| ----- | ------- | -- | -- | ---- | ---- | ---- | ---- | --- | --- | --- | --- | --- |
| 2007  | Detroit | 14 | 0  | 10.4 | .667 | .000 | .522 | 2.4 | .1  | .3  | .6  | 4.0 |
| 2008  | Detroit | 17 | 6  | 21.8 | .625 | .000 | .469 | 4.0 | .9  | .9  | 1.3 | 5.6 |
| 2009  | Detroit | 4  | 0  | 16.0 | .500 | .000 | .556 | 3.3 | .5  | .2  | .2  | 3.8 |
| Total | Total   | 35 | 6  | 16.6 | .626 | .000 | .500 | 3.3 | .6  | .6  | .9  | 4.7 |